# The Hacker
The Hacker (echte naam: Michel Amato) is een Franse electro en technoproducer. Hij is vooral bekend van zijn samenwerking met Miss Kittin. Zijn stijl is beïnvloed door Kraftwerk en new wavegroepen zoals The Cure en Depeche Mode.

## Discografie

### Singles
| Single met hitnotering(en) in de Vlaamse Ultratop 50 | Datum van verschijnen | Datum van binnenkomst | Hoogste positie | Aantal weken | Opmerkingen     |
| ---------------------------------------------------- | --------------------- | --------------------- | --------------- | ------------ | --------------- |
| 1000 Dreams                                          | 06-04-2009            | 09-05-2009            | tip20           | -            | met Miss Kittin |
| Shockwave                                            | 2011                  | 31-03-2012            | tip74           | -            |                 |